# Carpineti
Carpineti é uma comuna italiana da região da Emília-Romanha, província de Reggio Emilia, com cerca de 4.104 habitantes. Estende-se por uma área de 89 km², tendo uma densidade populacional de 46 hab/km². Faz fronteira com Baiso, Casina, Castelnovo ne' Monti, Toano, Viano, Villa Minozzo.

## Demografia
| Variação demográfica do município entre 1861 e 2011                               |
|                                                                                   |
| Fonte: Istituto Nazionale di Statistica (ISTAT) - Elaboração gráfica da Wikipedia |